# Sussat
Sussat est une commune française située dans le département de l'Allier, en région Auvergne-Rhône-Alpes.

## Géographie

### Localisation
1. Carte dynamique
2. Carte OpenStreetMap
3. Carte topographique
4. Carte avec les communes environnantes

La commune de Sussat est située au sud du département de l'Allier, à 11,7 km à l'ouest-nord-ouest de Gannat, à 28 km à l'ouest de Vichy et à 40,9 km à l'est-sud-est de Montluçon. Ces distances s'entendent à vol d'oiseau.
Ses communes limitrophes sont :
|           | Veauce  | Valignat |
| Lalizolle | Sussat  | Vicq     |
|           | Ébreuil |          |

### Transports
La commune est traversée par les routes départementales 37 (reliant Lalizolle à Gannat), 118 (desservant le village de Roubière sur la route de Veauce à Vicq), 283 (reliant la RD 37 à Vicq à la RD 998 au Mercurol, village au nord d'Ébreuil) et 583.

### Climat
Pour des articles plus généraux, voir Climat d'Auvergne-Rhône-Alpes et Climat de l'Allier.
En 2010, le climat de la commune est de type climat océanique dégradé des plaines du Centre et du Nord, selon une étude du CNRS s'appuyant sur une série de données couvrant la période 1971-2000. En 2020, Météo-France publie une typologie des climats de la France métropolitaine dans laquelle la commune est exposée à un climat de montagne ou de marges de montagne et est dans une zone de transition entre les régions climatiques « Ouest et nord-ouest du Massif Central » et « Nord-est du Massif Central ».
Pour la période 1971-2000, la température annuelle moyenne est de 10,9 °C, avec une amplitude thermique annuelle de 15,8 °C. Le cumul annuel moyen de précipitations est de 782 mm, avec 10,6 jours de précipitations en janvier et 7,2 jours en juillet. Pour la période 1991-2020, la température moyenne annuelle observée sur la station météorologique de Météo-France la plus proche, « Echassières_sapc », sur la commune d'Échassières à 11 km à vol d'oiseau, est de 10,3 °C et le cumul annuel moyen de précipitations est de 847,3 mm,. Pour l'avenir, les paramètres climatiques de la commune estimés pour 2050 selon différents scénarios d'émission de gaz à effet de serre sont consultables sur un site dédié publié par Météo-France en novembre 2022.

## Urbanisme

### Typologie
Au 1er janvier 2024, Sussat est catégorisée commune rurale à habitat très dispersé, selon la nouvelle grille communale de densité à 7 niveaux définie par l'Insee en 2022.
Elle est située hors unité urbaine et hors attraction des villes,.

### Occupation des sols

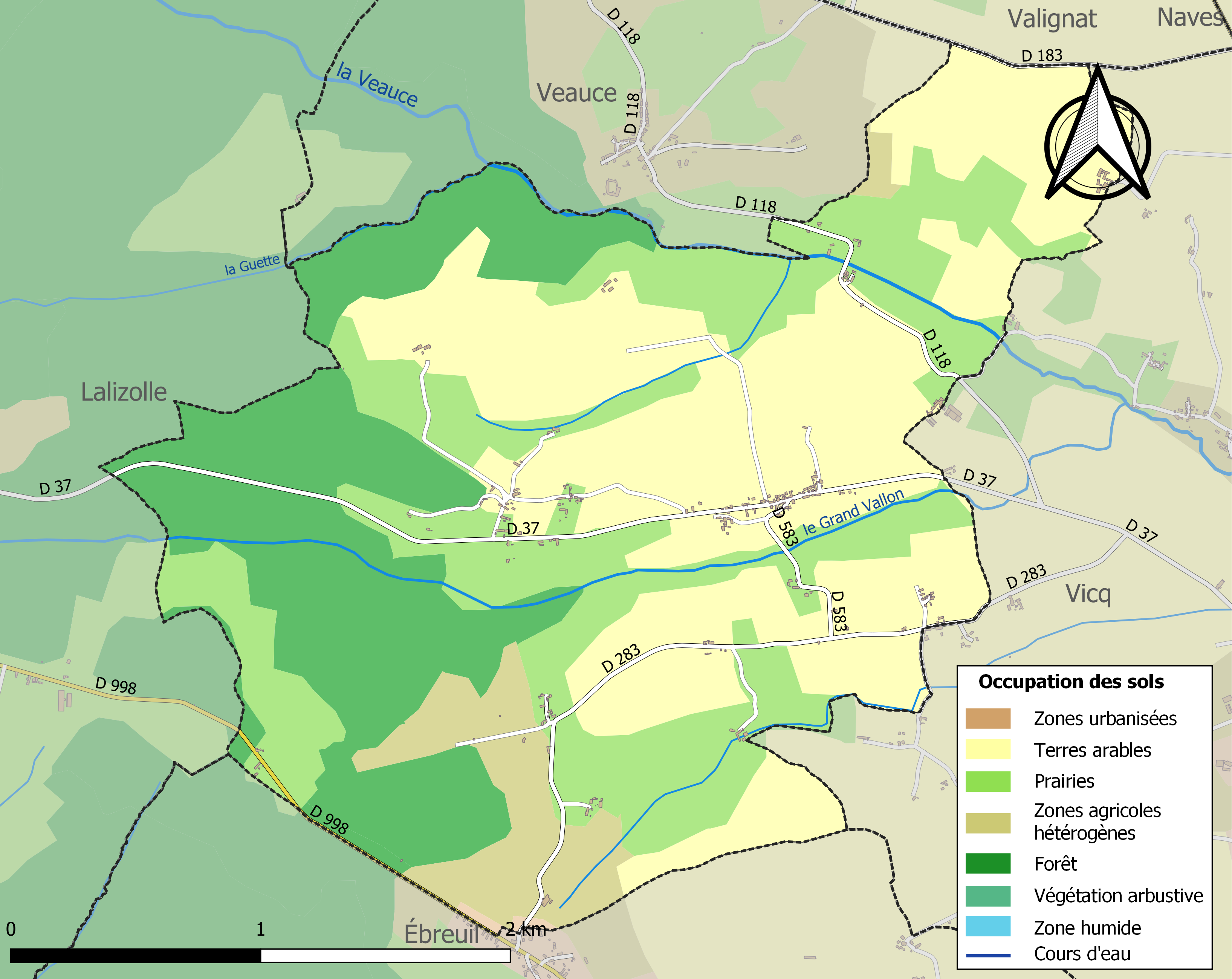
Carte des infrastructures et de l'occupation des sols de la commune en 2018 (CLC).

L'occupation des sols de la commune, telle qu'elle ressort de la base de données européenne d’occupation biophysique des sols Corine Land Cover (CLC), est marquée par l'importance des territoires agricoles (75,3 % en 2018), une proportion identique à celle de 1990 (75,3 %). La répartition détaillée en 2018 est la suivante : 
terres arables (39,7 %), prairies (29 %), forêts (24,4 %), zones agricoles hétérogènes (6,6 %), zones urbanisées (0,3 %).
L'IGN met par ailleurs à disposition un outil en ligne permettant de comparer l’évolution dans le temps de l’occupation des sols de la commune (ou de territoires à des échelles différentes). Plusieurs époques sont accessibles sous forme de cartes ou photos aériennes : la carte de Cassini (XVIIIe siècle), la carte d'état-major (1820-1866) et la période actuelle (1950 à aujourd'hui).

## Toponymie
Susat en bourbonnais du Croissant, une langue de transition entre la langue occitane et la langue d'oïl qui est parlée traditionnellement sur place.

## Histoire
Avant 1789, la commune faisait partie de l'ancienne province du Bourbonnais issu de la seigneurie de Bourbon médiévale.

## Politique et administration

### Découpage territorial
Sussat a fait partie du district de Gannat de 1793 à 1801, de l'arrondissement de Gannat de 1801 à 1926 puis à celui de Montluçon de 1926 à 2016. Depuis le 1er janvier 2017, afin que les arrondissements du département « correspondent à une meilleure cohérence administrative et [à une] adaptation aux bassins de vie », la commune est retirée de l'arrondissement de Montluçon pour être rattachée à celui de Vichy.
Par ailleurs, la commune a fait partie du canton d'Ébreuil de 1793 à 1801, de Bellenaves de 1801 à 1802, et à nouveau de celui d'Ébreuil de 1802 à 2015. À la suite du redécoupage des cantons du département, la commune est rattachée au canton de Gannat.

### Administration municipale
| Période                                  | Période   | Identité     | Étiquette | Qualité                               |
| ---------------------------------------- | --------- | ------------ | --------- | ------------------------------------- |
| Les données manquantes sont à compléter. |           |              |           |                                       |
| mars 2001                                | mars 2008 | Roger Barrel |           |                                       |
| mars 2008                                | mars 2014 | Guy Leroy    |           |                                       |
| mars 2014                                | mai 2020  | Joël Bescond |           | Retraité de la fonction publique      |
| mai 2020                                 | En cours  | Deny Derouet |           | Militaire du contingent (en retraite) |

## Population et société

### Démographie
L'évolution du nombre d'habitants est connue à travers les recensements de la population effectués dans la commune depuis 1793. Pour les communes de moins de 10 000 habitants, une enquête de recensement portant sur toute la population est réalisée tous les cinq ans, les populations de référence des années intermédiaires étant quant à elles estimées par interpolation ou extrapolation. Pour la commune, le premier recensement exhaustif entrant dans le cadre du nouveau dispositif a été réalisé en 2008.

En 2022, la commune comptait 105 habitants, en évolution de +2,94 % par rapport à 2016 (Allier : −1,38 %, France hors Mayotte : +2,11 %).
| 1793 | 1800 | 1806 | 1821 | 1831 | 1836 | 1841 | 1846 | 1851 |
| ---- | ---- | ---- | ---- | ---- | ---- | ---- | ---- | ---- |
| 376  | 416  | 566  | 436  | 437  | 472  | 454  | 522  | 554  |

| 1856 | 1861 | 1866 | 1872 | 1876 | 1881 | 1886 | 1891 | 1896 |
| ---- | ---- | ---- | ---- | ---- | ---- | ---- | ---- | ---- |
| 547  | 576  | 537  | 452  | 434  | 405  | 407  | 434  | 421  |

| 1901 | 1906 | 1911 | 1921 | 1926 | 1931 | 1936 | 1946 | 1954 |
| ---- | ---- | ---- | ---- | ---- | ---- | ---- | ---- | ---- |
| 427  | 388  | 369  | 285  | 257  | 250  | 230  | 203  | 178  |

| 1962 | 1968 | 1975 | 1982 | 1990 | 1999 | 2006 | 2008 | 2013 |
| ---- | ---- | ---- | ---- | ---- | ---- | ---- | ---- | ---- |
| 149  | 137  | 90   | 92   | 79   | 104  | 103  | 103  | 104  |

| 2018 | 2022 | - | - | - | - | - | - | - |
| ---- | ---- | - | - | - | - | - | - | - |
| 100  | 105  | - | - | - | - | - | - | - |

### Enseignement
Sussat dépend de l'académie de Clermont-Ferrand. Il n'existe aucune école.
Les collégiens se rendent à Bellenaves et les lycéens à Saint-Pourçain-sur-Sioule.

## Culture locale et patrimoine

### Lieux et monuments
- Église romane Saint-Bonnet qui dépend au Moyen Âge de la puissante abbaye bénédictine de Menat[30].

### Personnalités liées à la commune
- Martial Lamotte (1820-1883), pharmacien, botaniste, professeur à l'École de médecine et de pharmacie de Clermont-Ferrand, enterré au cimetière de la commune.

### Héraldique
| Blason de Sussat | Blason  | Parti : au 1er de sinople à une fleur de sureau d'argent boutonnée d'or, au 2e d'argent à une volute de crosse de gueules ; le tout sommé d'un chef d'azur semé de fleurs de lys d'or et à la bande de gueules.                                                                                    |
| Blason de Sussat | Détails | La fleur de sureau évoque le nom de la commune (Sussat tirerait son nom du sureau), la volute de crosse est l'attribut de saint Bonnet, patron de la paroisse locale, le sinople symbolise l'agriculture et le chef est aux armes du Bourbonnais. Le statut officiel du blason reste à déterminer. |